# Халкидонски сабор
Халкидонски сабор, или Четврти васељенски сабор (стгрч. Σύνοδος της Χαλκηδόνας) је свецрквени сабор одржан од 8. октобра до 1. новембра 451. године у античком Халкидону, Источно римско царство (на малоазијској обали Босфора недалеко од Константинопоља ) по налогу источноримског цара Флавија Маркијана.
Сабор је дефинисао христолошки став којим се разликују две природе Христа, божанска и човечанска (диофизитизам). Овај сабор је изопштио монофизите, који су учили да у Христу постоји само једна, односно обједињена природа. Овај сабор је преузео одбрану учења светог Кирила и Ефеског сабора из 431. године. Он је такође задовољио захтеве епископа Истока да се јасно исповеда да је у Исусу истинита не само божанска већ и људска природа.
У Халкидонској дефиницији се изјављује да је Исус Христос заиста оваплоћени Логос, истинити Син Божији, рођен од Оца пре свих векова. У њој се потврђује да је Дјева Марија истинита Теотокос (Богородица), а Онај, који је од ње рођен по телу у Витлејему, је нестворени, божански Син Божији, један од Свете Тројице. Према томе, Исус из Назарета је једно лице или ипостас са две природе — човечанском и божанском. Он је потпун човек. Он је потпун Бог. Он је савршен Бог и савршен човек. Као Бог, Он је исте суштине једнобитан са Богом Оцем и Светим Духом. Као човек, он је једнаке суштине са свим људским бићима.
Сабор је започет 8. октобра у храму Свете мученице Јефимије. На самом почетку, распоред учесника Сабора показао је да су јеретици на челу с Диоскором Александријским остали усамљени и изоловани. Епископ Јевсевије Дорилејски оптужио је Диоскора да је одговоран за одржавање Разбојничког сабора (449) у Ефесу, на коме је у одсуству осудио и лишио катедре Теодорита Кирског, Иву Едеског и многе Православне Епископе на Истоку.
Потом су читани записници тог саборовања које је осуђено. Од значајних докумената била су представљена: Документа Флавијановог сабора (448), Томос измирења (433) и Флавијаново исповедање вере (449). Приликом читања овог последњег, многи присутни Епископи који су до тада више из страха били на Диоскоровој страни напустили су га и пришли Православнима. Неки од њих јавно су признали да су били приморани да потпишу документа Разбојничког сабора.
Дана 10. октобра одржана је друга седница Сабора, када је први пут читан Никеоцариградски Символ Вере из 381. године, затим је прочитано Кирилово Друго писмо Несторију, Томос папе Лава и Кирилово Треће писмо Несторију са 12 анатема. Сва поменута документа била су добра подлога да се покаже да су Евтихије, Диоскор и монофизити јеретици које треба изопштити из Црквене заједнице.
На осталим саборским седницама, оформљена је комисија која је требало да састави једно исповедање вере које би на јасан, Православан начин и у духу вере и предања Цркве исказало христологију — начин сједињења божанске и људске природе у Богочовеку Христу. Орос је био формулисан, и сматра се највећим делом Халкидонског сабора које је све до данас за Православну Цркву остало мерило христологије.

## Одлуке сабора
Сабор је оправдао епископа Теодорита Кирског тако што је овај само анатемисао Несторија и исповедио да је Света Дјева Богородица. Исти поступак примењен је и за Иву Едеског који је такође примљен у Црквену заједницу. На самом крају рада сабора извршено је територијално разграничење између Антиохијске и Јерусалимске патријаршије тако што је Јерусалимска патријаршија добила обе Феникије (данас Либан и Сирија), Арабију, „три Палестине” с градовима Кесарија Палестинска, Скитополис и Петра (преко реке Јордана). Године 451. на Халкидонском сабору био је дукљански владика Евандер.

### Канони
Рад Сабора завршен је серијом од 30 дисциплинских канона: 
1. Поштују се канони сваког синода светих отаца.
2. Ко купи или прода ређење, све до свештеника, ризикује да изгуби диплому. Исто ће бити и са посредницима: ако су свештеници, биће лишени свог ранга, ако су лаици или монаси, биће анатемисани.
3. Они који преузимају бригу о секуларним кућама морају се понашати коректно, осим ако закон не захтева да управљају онима који још нису пунолетни, од којих нема изузетака. Осим ако им епископ не дозволи да се брину о сирочади и удовицама.
4. Унутрашњи молитвеници и манастири не би требало да се подижу упркос одлуци епископа. Сваки монах треба да се покорава свом епископу и не сме да излази из своје куће, осим по његовом предлогу. Међутим, роб не може ући у монашки живот без сагласности свог господара.
5. Они који се преселе из града у град биће подложни канонском закону по том питању.
6. У светилиштима у част мученика и манастира рукоположења су строго забрањена. Ако је неко тамо заређен, његово ређење неће ступити на снагу.
7. Ако било који свештеник или монах арогантно вређа припаднике војске или било које друго достојанство, нека буде проклет.
8. Сваки свештеник добротворне куће или манастира мора бити подређен власти епископа града. Али ко се побуни против тога, мора претрпети казну.
9. Свештеници који учествују у суђењу биће кажњени према канону ако презиру епископски суд и обрате се секуларном суду. Када свештеник има спор са епископом, нека сачека док се синод не састане, а ако епископ има спор са својим митрополитом, нека преда дело Константинопољу.
10. Ниједан свештеник неће бити регистрован на списку свештеника цркава у два града. Али ако је скренуо, нека буде враћен на своје претходно место. Али ако је премештен, нека не учествује у пословима своје бивше цркве.
11. Нека сиромашни којима је потребна помоћ крену на пут мирним писмима која не заслужују похвале: похвална писма треба давати само онима који имају разлога за сумњу.
12. Покрајина неће бити подељена на два дела. Ко то учини, биће протеран из епископије. Градови који ће бити подељени царским рескриптом уживаће само част да у њима имају епископа, али Сва права која припадају истинској метрополији биће сачувана.
13. Ниједан свештеник неће бити позван на причест у други град без препорученог писма.
14. Кантор или читалац који је стран здравој вери, ако имате децу након брака, дозволите им да их доведу у причест ако су тамо крштени. Али да још нису крштени, не би их касније крстили јеретици.
15. Ниједна особа не може бити хиротонисана за ђаконисте, осим оних који су навршили четрдесет година. Ако осрамоти своју службу удајом, нека буде анатемисана.
16. Монаси или монахиње не би требало да се венчају, а ако то учине, нека буду екскомуницирани.
17. Парохије у селима и руралним подручјима, ако су у власништву тридесет година, наставиће на исти начин. Али ако се за то време случај преда суду. Али ако се град обнови по наређењу цара, ред црквених прихода ће следити грађанске и друштвене форме.
18. Свештеници и монаси, ако би се усудили да одржавају састанке у манастирима и планирају заверу против епископа, били би уклоњени са функције.
19. Два пута годишње биће одржан синод за именовање епископа Митрополије, на којем ће се решавати сва питања од хитног интереса.
20. Свештеник из једног града неће добити исцељење у другом. Али ако сте протерани из свог родног места и идете у друго, то ће бити без кривице. Ако било који епископ прими свештенослужитеље без своје епархије, биће екскомунициран заједно са свештеником којег прими.
21. Свештеник или лаик који безобзирно износи оптужбе против свог бискупа неће бити прихваћен.
22. Онај ко поседује имовину преминулог епископа биће лишен свог ранга.
23. Свештеници или монаси који проводе доста времена у Цариграду против воље свог епископа и подстичу побуну морају бити протерани из града.
24. Манастир подигнут уз сагласност епископа мора бити непокретан. А оно што му припада неће бити отуђено. Ко му наложи да поступи другачије, неће се сматрати невиним.
25. Нека се хиротонија за бискупе одржи у року од три месеца: међутим, потреба може продужити то време. Али ако се неко супротстави овој уредби, биће кажњен. Приход ће остати у буџету.
26. Економус у свим црквама мора бити изабран из свештенства. А бискуп који то занемарује није крив без кривице.
27. Ако свештеник побегне са женом, нека буде избачен из цркве. Ако је лаик, нека буде анатемисан. Исто ће бити и са судбином свакога ко му помогне.
28. Јер су очеви с правом дали привилегију престолу старог Рима, јер је то био краљевски град. И сто педесет најрелигиознијих епископа, вођених истим разматрањем, доделило је Светој престоли Новог Рима једнаке привилегије, с правом сматрајући да град, који је добио суверенитет и Сенат и ужива исте привилегије као и древни царски Рим, такође треба да се уздиже у црквеним пословима као и он сам. и заузмите друго место.[6]
29. Богохулно је понизити бискупа у чин презвитера. Јер онај ко је крив за злочин није достојан свештенства. Али онај ко је свргнут без разлога, нека буде [још] бискуп.
30. Код Египћана је прихваћено да се нико не потписује без дозволе њиховог надбискупа. Зато не треба кривити оне који нису потписали поруку Светог лава док за њих не буде именован архиепископ.

Према неким старогрчким збиркама, канони 29 и 30 приписују се сабору: канон 29, који каже да недостојни бискуп не може бити деградиран, али може бити уклоњен, извод је из записника са седнице 19. Канон 30, који Египћанима даје времена да размисле о свом одбацивању епископије.
По свој прилици, званични извештај о поступку је направљен или током самог савета или убрзо након тога. Сабрани епископи су обавестили папу да ће му копија целог "Акта"бити предата. У марту 453.године папа Лев је поручио Јулиану де Косу, који се тада налазио у Константинопољу, да састави збирку свих акта и преведе их на латински. Већина докумената, углавном записници са састанака, написани су на грчком; други, попут царских повеља, објављени су на оба језика; други, опет, попут папских писама, написани су на латинском. На крају крајева, скоро сви су преведени на оба језика.